# دييغو غارسيا (لاعب كرة قدم أرجنتيني)
دييغو غارسيا (بالإسبانية: Diego Alejandro García)‏ هو لاعب كرة قدم أرجنتيني، ولد في 21 يونيو 1986. لعب مع كيلمس.

## وصلات خارجية
- دييغو غارسيا (لاعب كرة قدم أرجنتيني) على موقع قاعدة بيانات كرة القدم.إي يو (الإنجليزية)
- دييغو غارسيا (لاعب كرة قدم أرجنتيني) على موقع Soccerway.com (الإنجليزية)